# Os Olhos de Ana Marta
Os Olhos de Ana Marta é um romance infantojuvenil publicado em 1990 de autoria de Alice Vieira. 
É considerada um dos mais belos textos da literatura para a infância e juventude publicados em Portugal nos últimos anos.
As lacunas, incógnitas, mistérios e segredos que proliferam na história tornam-no o romance mais misterioso da escritora.

## Enredo
A obra aborda uma tragédia afeta a família de Marta: a morte de uma irmã que ela não conheceu num acidente de carro. Só passado vários anos é que ela descobre este segredo trágico, ocorrido durante uma viagem de férias. A sua irmã chamava-se Ana Marta, dando nome à obra.